# マーレー・ラーオ・ホールカル
マーレー・ラーオ・ホールカル（Male Rao Holkar, 1745年 - 1767年4月5日）は、インドのマラーター同盟、ホールカル家の当主（在位：1766年 - 1767年）。

## 生涯
1745年、ホールカル家当主マルハール・ラーオ・ホールカルの継嗣カンデー・ラーオ・ホールカルの息子として生まれた。
母はアヒリヤー・バーイー・ホールカルであった。
1754年、父カンデー・ラーオはラージプーターナーのディーグで戦死した。
1766年5月20日、祖父マルハール・ラーオの死をうけて即位し、ペーシュワーにも認められたが、その直後から精神異常の兆候を見せ始め、翌1767年4月5日に死亡した。
その死をうけて、母アヒリヤー・バーイーがホールカル家の当主となった。